# Cambefortantus ranomafanensis
Cambefortantus ranomafanensis là một loài bọ cánh cứng trong họ Bọ hung (Scarabaeidae).